# Musée Angladon

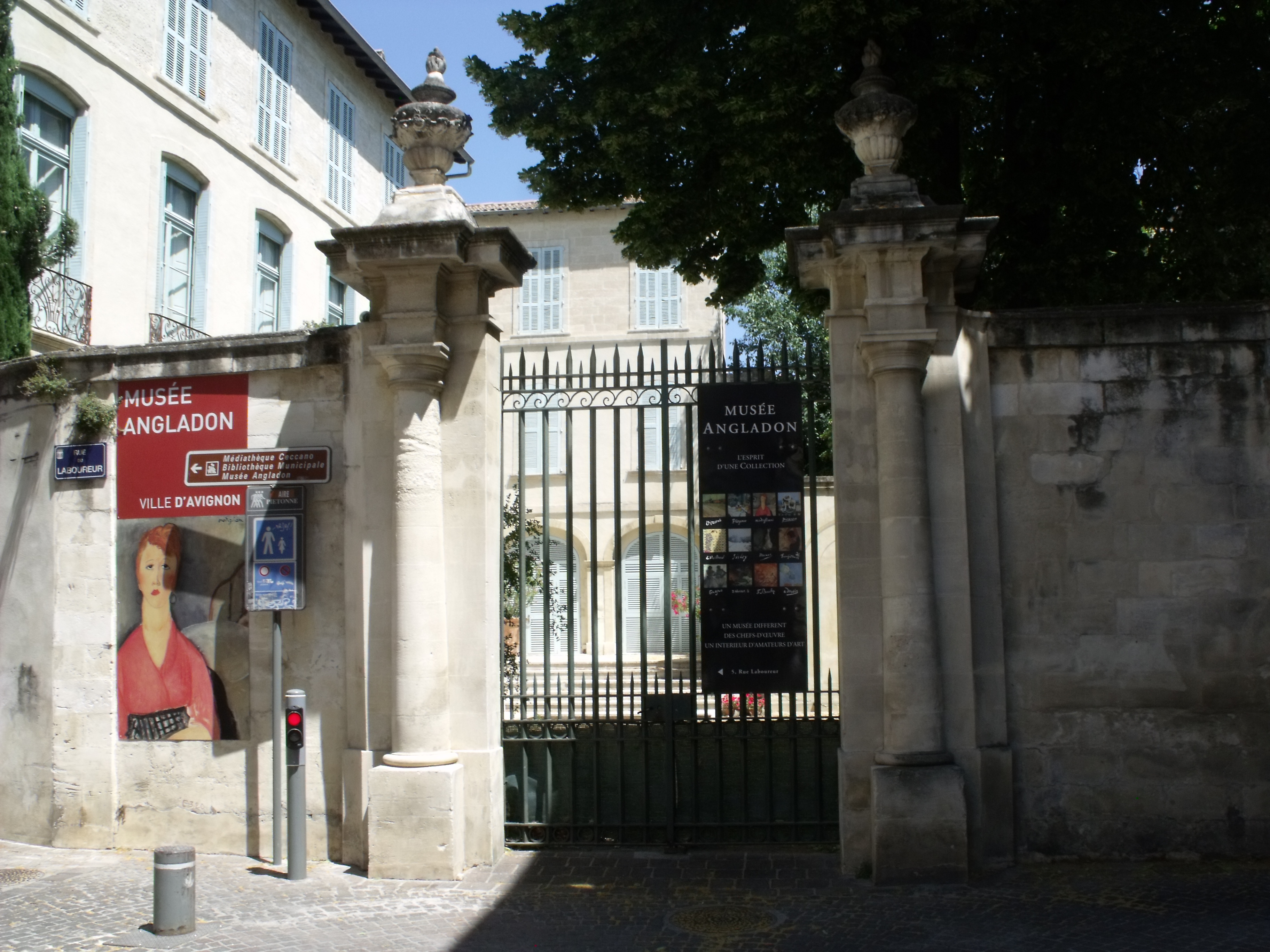
Musée Angladon, Ansicht von der Rue du Laboureur

Das Musée Angladon – Collection Jacques Doucet ist ein Kunstmuseum in Avignon. Es beherbergt Kunstwerke aus der Sammlung des Modeschöpfers Jacques Doucet.

## Geschichte
Jacques Doucet trug über mehrere Jahrzehnte verschiedene Sammlungen zusammen. Während er seine umfangreichen Bibliotheken zur Kunst und zur modernen Literatur an die Universität von Paris stiftete, hinterließ er bei seinem Tod 1929 seine bedeutende Kunstsammlung seiner Frau Jeanne Doucet (1861–1958) und seiner Schwester Marie Dubrujeaud (1854–1937). In den 1930er Jahren wurden einige bedeutende Werke der Sammlung verkauft, andere kamen als Schenkung an den französischen Staat. 1958 erbte der Sohn der Schwester, Jean Dubrujeaud (1880–1968), den gesamten in der Familie verbliebenen Teil der Sammlung. Dessen Sohn Jean Angladon-Dubrujeaud (1906–1979), ein Großneffe von Jacques Doucet, begründete als Nacherbe zusammen mit seiner Frau Paulette Martin (1905–1988) das heutige Musée Angladon.
Während Jacques Doucet überwiegend in Paris und der Umgebung der Hauptstadt gelebt hatte, verlegten Jean Angladon-Dubrujeaud und seine Frau Paulette die Sammlung in die Altstadt von Avignon, wo sie in der Rue Laboureur Nr. 5 das Stadthaus Hôtel de Massilian erwarben. Es wurde 1694 nach Plänen des Architekten Jean Péru errichtet und ist nach der Familie Massilian benannt, die hier im 18. Jahrhundert lebte. Jean Angladon-Dubrujeaud, der selbst als Maler und Radierer tätig war, lebte in diesem Haus bis zu seinem Tod 1979. Danach wohnte hier seine Frau Paulette Martin, die 1988 verstarb. Das kinderlose Paar hatte testamentarisch verfügt, das Haus mit den Sammlungen für die Öffentlichkeit zu erhalten. Zu diesem Zweck wurde 1993 die Fondation Angladon-Dubrujeaud begründet. Nachdem das Haus für museale Zwecke umgebaut wurde, konnte es am 15. November 1996 als Musée Angladon eröffnet werden.

## Sammlung und Ausstellungen
Im Erdgeschoss des Museums finden sich in mehreren Galerieräumen die Hauptwerke der Gemäldesammlung aus dem 19. und 20. Jahrhundert. Hierzu gehören beispielsweise das Stillleben Nature morte au pot de grès von Paul Cézanne, das Balletbild Deux danseuses von Edgar Degas, das Eisenbahnmotiv Wagons de chemin de fer à Arles von Vincent van Gogh, die Winterlandschaft Paysage de neige à Louveciennes von Alfred Sisley oder das Bildnis La blouse rose von Amedeo Modigliani. Hinzu kommen Bilder wie Le lapin von Édouard Manet, La porte entrebâillée von Édouard Vuillard, Sancho Pança von Honoré Daumier, Rose dans un verre von André Derain, die Gouache Arlequin assis von Pablo Picasso und Werke von Odilon Redon und Tsuguharu Foujita.

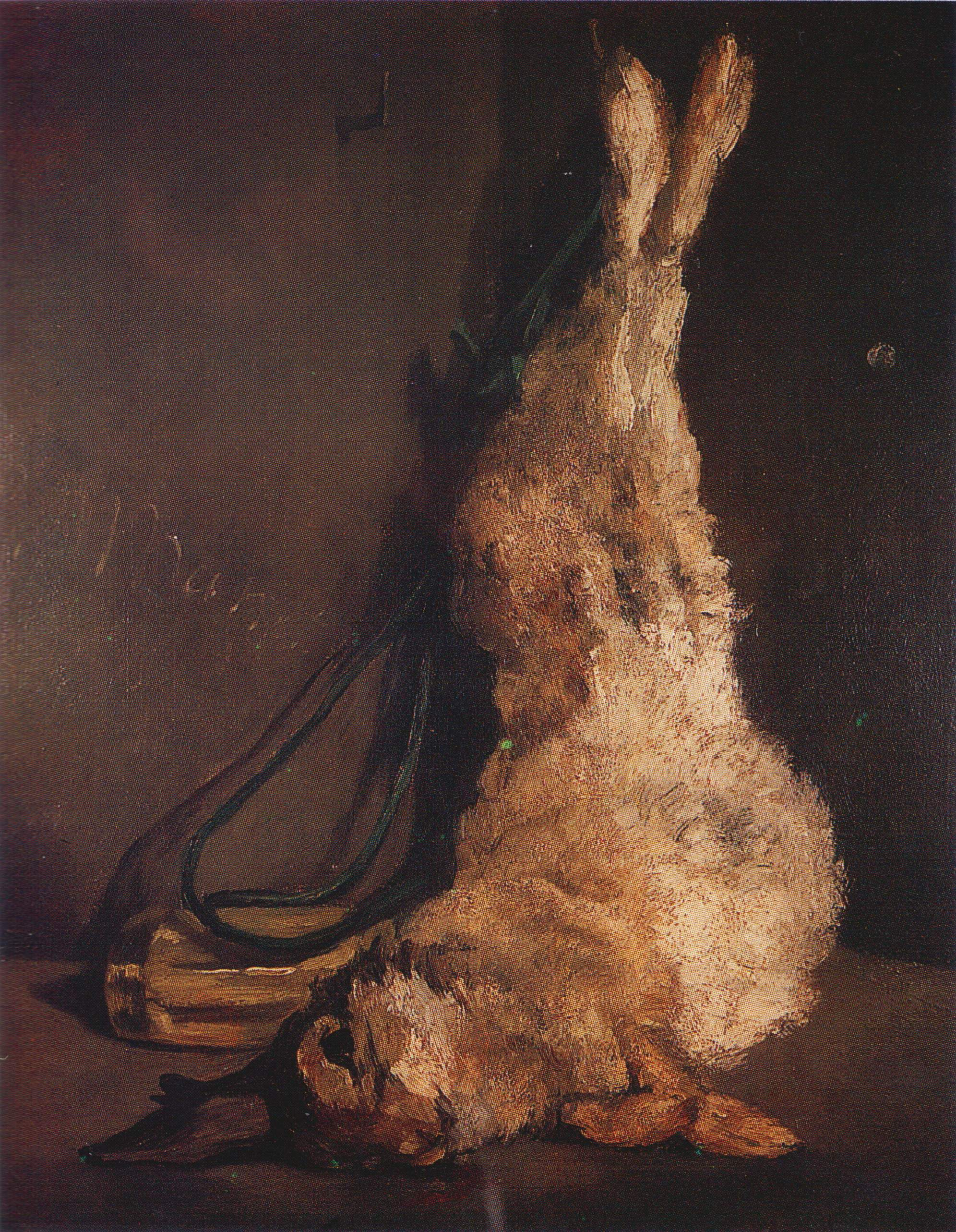
Édouard Manet: Le lapin
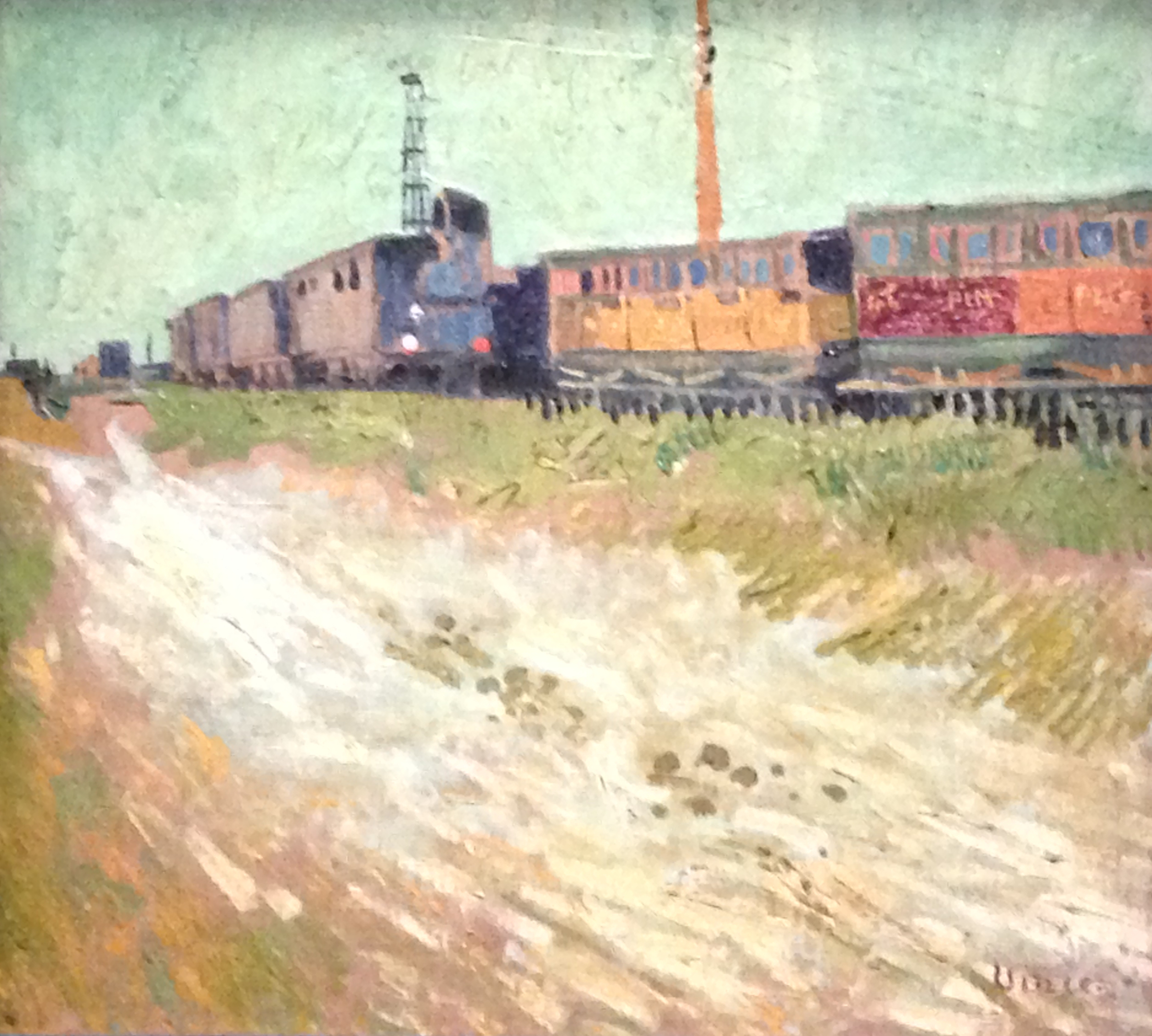
Vincent van Gogh: Wagons de chemin de fer à Arles
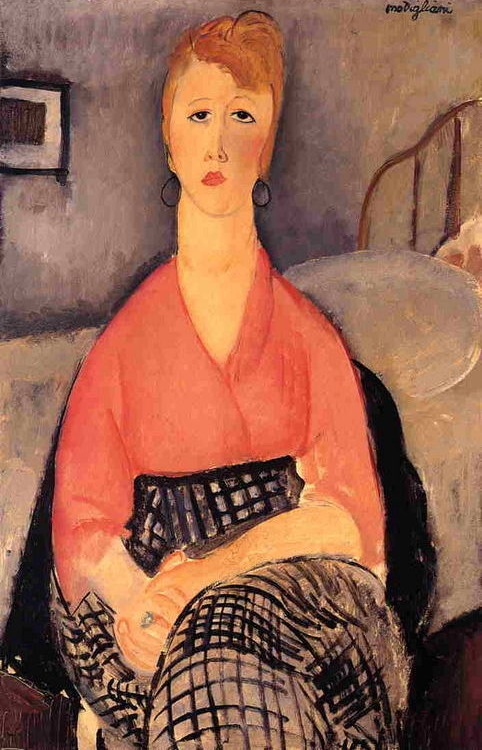
Amedeo Modigliani: La blouse rose
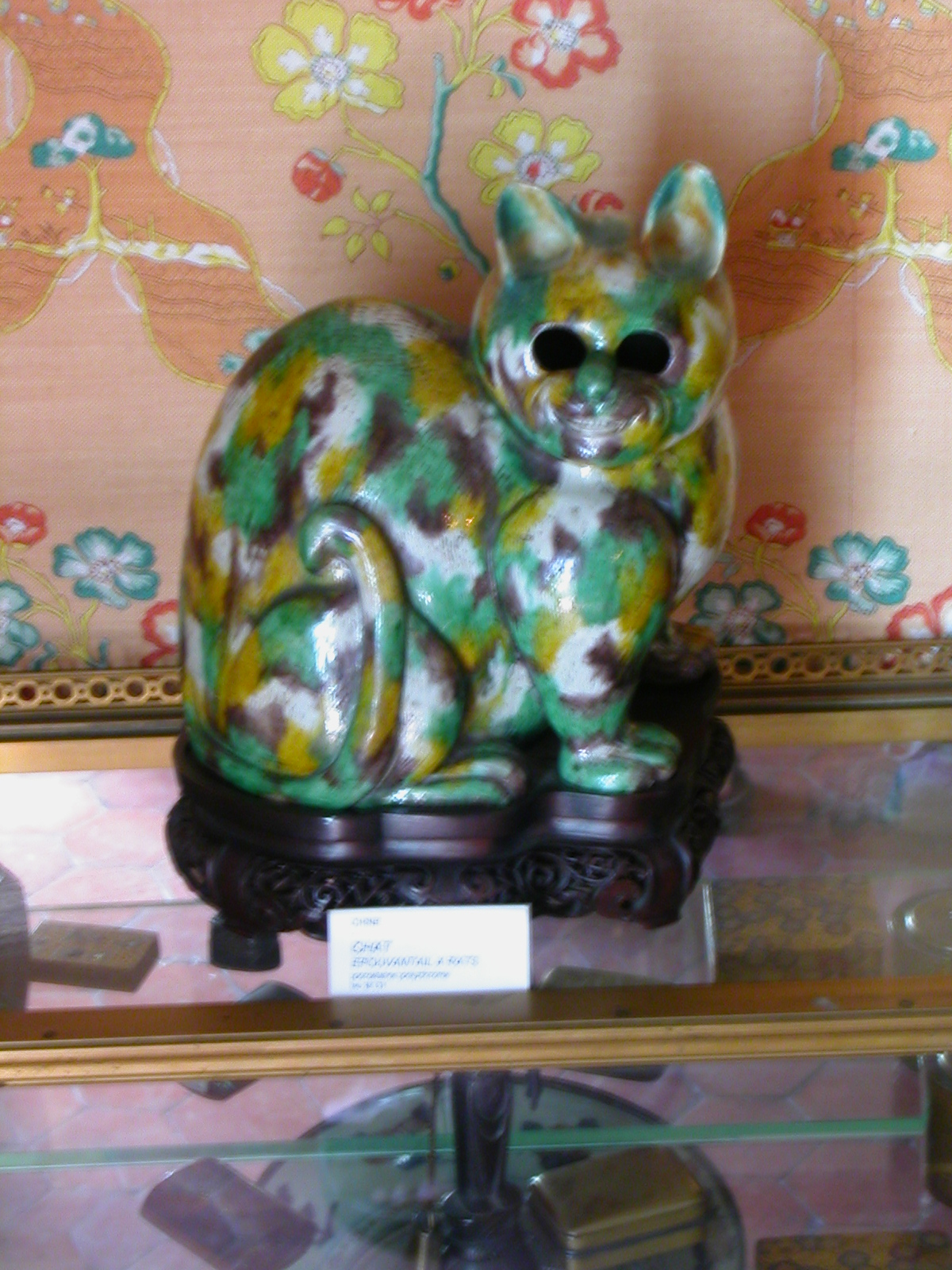
Chinesisches Porzellan: Katze
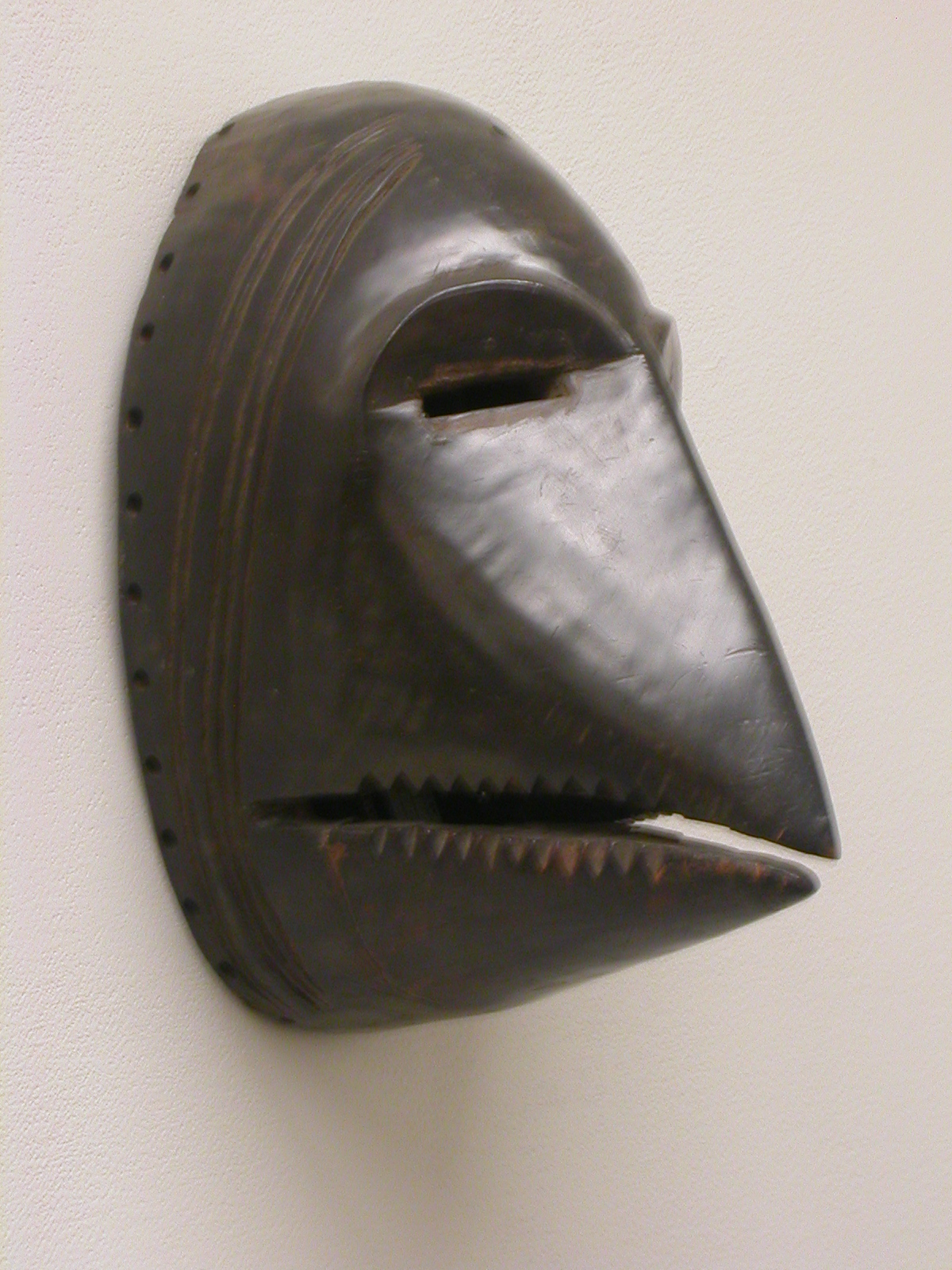
Volk der Loma: Schwarze Holzmakse

In der ersten Etage des Museums befinden sich die ehemaligen Wohnräume von Jean Angladon-Dubrujeaud und Paulette Martin. Einige Zimmer sind im Stil verschiedener Epochen von der Renaissance bis zum 18. Jahrhundert mit Möbel und Kunstwerken der jeweiligen Zeit eingerichtet. So finden sich hier auch bedeutende Gemälde wie das Stillleben Nature morte à la raie et au panier d’oignons von Jean Siméon Chardin und Erinnerungsstücke an früheren Wohnungen von Jacques Doucet, wie das Interieurbild Grand Salon de Jacques Doucet rue de la Ville-l’Evêque von Walter Gay. Zudem sind hier außereuropäische Ausstellungsstücke zu sehen, wie chinesisches Porzellan und Seidenmalerei sowie afrikanische Holzmasken, etwa vom Volk der Loma aus Guinea oder vom Volk der Fang in Gabun. Darüber hinaus gibt es im Museum eine umfangreiche Bibliothek, zu der auch ein Bestand von Zeichnungen des 18. und 19. Jahrhunderts gehört. Hierunter befinden sich beispielsweise Blätter von François Boucher oder Juste-Aurèle Meissonnier. Neben der ständigen Ausstellung zeigt das Museum regelmäßig Wechselausstellungen und veranstaltet Vorträge zu verschiedenen Bereichen der Kunst, vor allem aber auch zur Druckgrafik und zur Buchillustration.